# Naissance en 1279
Naissance
- 1275
- 1276
- 1277
- 1278
- 1279
- 1280
- 1281
- 1282
- 1283

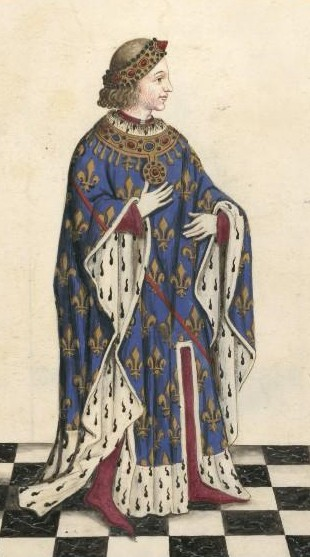
Louis Ier de Bourbon, né en 1279.

Cette page dresse une liste de personnalités nées au cours de l'année 1279 :
- Jan van Boendale, ou Janus Clericus ou Jan de Clerck, secrétaire de la ville d'Anvers, homme de science, écrivain et poète de langue néerlandaise.
- Ismaïl Ier de Grenade, cinquième émir nasride de Grenade.
- Hōjō Hirotoki, membre du clan Hōjō, est le douzième shikken du shogunat de Kamakura et dirigeant du Japon.
- Joseph ibn Caspi, rabbin, philosophe, grammairien et exégète biblique provençal.
- Louis Ier de Bourbon, prince de sang royal français, comte de Clermont-en-Beauvaisis, sire, puis duc de Bourbon et comte de La Marche.

date incertaine (vers 1279)
- Jean Ier de Nuremberg, burgrave de Nuremberg.

## Crédit d'auteurs
- Cet article est partiellement ou en totalité issu de l'article intitulé « 1279 » (voir la liste des auteurs).